# Ipogeo di Trebio Giusto
L’ipogeo di Trebio Giusto è una catacomba di Roma di diritto privato, sull'antica via Latina, oggi situata all'incrocio tra questa via e via Mantellini, nel  quartiere Appio-Latino.

## Storia
Il cimitero sotterraneo fu scoperto casualmente nel marzo 1911, quando il proprietario di un villino decise di far fare dei lavori di verifica della statica della propria abitazione. Così facendo scoprì l'ingresso ad un cubicolo ipogeo che portava ad una camera funeraria totalmente affrescata. Fu avvertita la Pontificia commissione di archeologia sacra, e alla fine di marzo dello stesso anno il suo segretario, Rudolf Kanzler, ispezionò l'ipogeo non trovandovi tracce di cristianità, ma procedendo comunque ad un accurato rilievo fototopografico. Terminato il lavoro, il cimitero fu nuovamente chiuso; negli anni successivi nel sopraterra fu edificato l'attuale quartiere, con i suoi nuovi palazzi e le sue nuove strade.
Solo nel 1976 fu possibile entrare nuovamente nell'ipogeo, questa volta attraverso una botola praticata nel pavimento di un locale a pianterreno della palazzina, che nel frattempo aveva preso il posto del villino del 1911. Anche in questo caso la Sovrintendenza alle Antichità di Roma procedette ad un nuovo rilievo fototopografico, ma poi richiuse la botola e l'ipogeo cadde nuovamente nell'oblio.
Nel 1996 si è entrati per la terza volta nell'ipogeo per eseguire un nuovo sopralluogo ed iniziare il restauro delle strutture e degli affreschi. Attualmente è in corso una causa di esproprio, e nel frattempo il locale a pianterreno dell'edificio costruito sopra l'ipogeo è oggi preso in affitto dalla Sovrintendenza Archeologica del Lazio.

## Descrizione
L'ipogeo è composto da una galleria d'ingresso, ai lati della quale sono collocati alcuni arcosoli; la galleria termina con una camera funeraria interamente affrescata.
- Nella parete di fondo, opposta all'ingresso, c'è l'arcosolio con le pitture che ricordano il giovane defunto Trebio Giusto. L'affresco parietale è distinto in tre fasce. Nella fascia superiore (lunetta) è ritratto il giovane con dei libri aperti sulle ginocchia; in alto la scritta che ci informa dell'età alla sua morte (21 anni) e dei nomi dei genitori che fecero edificare la tomba (Trebio Giusto senior e Oronazia Severina). Nella fascia intermedia Trebio Giusto è ritratto con i suoi genitori, mentre nella fascia inferiore è ritratto in piedi circondato da cinque figure maschili, vestiti con abiti da contadini, che offrono al giovane i frutti della terra.
- Nella parete di sinistra rispetto all'entrata, sono posti tre loculi, al di sopra dei quali è dipinta una scena in cui alcuni operai sono intenti a costruire delle mura con torri.
- Nella parete di destra troviamo altri tre loculi: sopra è dipinta una scena che ritrae un architetto che indica ad un capomastro il lavoro da fare; entrambe le figure sono dotate degli strumenti propri del loro mestiere.
- Nella parete d'ingresso, sono dipinte diverse figure e simboli: due muli con i rispettivi mulattieri; una corona da cui spunta un ramo di palma; una figura femminile; due contadini con cesti di frutta.
- Nella volta, all'interno di un clipeo decorato con fiori e foglie, è collocata la figura di un pastore, affiancato da due pecore e con in mano un flauto.

Le pitture e gli indizi che da esse emergono fanno datare la tomba o al III secolo o nei primi decenni del IV secolo.

## Interpretazione
Una cosa che accomuna tutti gli studiosi di questo ipogeo è l'affermazione comune che non esistono elementi sicuri per dire che la famiglia di Trebio Giusto appartenesse ad una comunità cristiana. Le interpretazioni che nel corso dei decenni si sono susseguite sono condizionate dalla non perfetta qualità delle foto e riproduzioni effettuate nel 1911 e dalla mancanza, allora, di accurati restauri: infatti, non potendo penetrare nell'ipogeo, l'unico modo per studiarlo ed interpretarlo era attraverso le foto scattate al momento della sua scoperta.
Il primo che cercò di interpretare le figure e gli affreschi fu Orazio Marucchi nel 1911, poco dopo la scoperta dell'ipogeo, che vide nelle diverse pitture elementi legati alla simbologia gnostica. Per Joseph Wilpert invece si tratta semplicemente di scene di vita quotidiana ed agreste: anzi, l'archeologo tedesco interpreta il pastore della volta come un segno chiaramente cristiano. Negli anni Quaranta del secolo scorso, un altro archeologo, Carlo Cecchelli, interpretò gli affreschi della tomba come appartenenti ad una famiglia di religione sincretista: non più pagana cioè, ma non ancora completamente cristiana.